# Svetlana Gannusjkina
Svetlana Aleksejevna Gannusjkina (ryska: Светла́на Алексе́евна Га́ннушкина), född 6 mars 1942 i Moskva, är en rysk matematiker och människorättsaktivist. Gannusjkina har arbetat många år som professor i matematik vid Moskvauniversitetet. Hon var medlem av Rysslands råd för Mänskliga rättigheter mellan åren 2002 och 2012.

## Biografi
Gannusjkina tog sin examen i matematik vid i Moskvauniversitetet 1965 och undervisade i matematik i 30 år, från 1970 vid Ryska statliga humanistiska universitetet. Hon gifte sig 1966, har en dotter och en son och fyra barnbarn.

## Politiskt engagemang

### Bakgrund
Gannusjkina engagerade sig i konflikten om Nagorno-Karabakh, som var en del av Azerbajdzjan SSR. Några år före Sovjetunionens sammanbrott 1991 röstade befolkningen, huvudsakligen armenier för att tillhöra Armenien, vilket avslogs av Moskva och ledarna i Azerbajdzjan. År 1991 bildades republikerna Armenien och Azerbajdzjan, medan befolkningen i Nagorno-Karabach ville tillhöra den förra republiken, som tog avstånd från kommunismen. År 1990 utbröt pogromer och trakasserier i båda de nya republikerna. Organisationen för säkerhet och samarbete i Europa, OSSE medlade i konflikten som pågick i tre år.

### Civic Assistence Commitee
När flyktingar från Azerbajdzjan började komma till Moskva bildade Gannushkina Civic Assistence Committee (CAC), en NGO för att hjälpa flyktingar. Denna organisation har under åren gett rättshjälp, humanitär hjälp och utbildning till mer än 50 000 invandrare, flyktingar och internflyktingar. Den ryska regeringen klassificerade CAC som en foreign agent år 2015.
CAC arrangerar språkkurser och grundutbildning för flyktingar, barn och vuxna. Studenter vid universitet arbetar ideellt som lärare för dessa grupper. Planer finns för en syrisk skola för alla flyktingsamhällen som växer upp runt Moskva.

## Priser och utmärkelser
- 2006 – Homo Homini Award, genom den tjeckiska organisationen People In Need.[5]

- 2007 – Andrej Sacharovs Frihetspris, utdelat av den av Den Norske Helsingforskomitén.[6]

- 2011 – Riddare av den franska Hederslegionen.[7]

- 2014 – Schwarzkopf Europé Award[8]

- 2016 – Right Livelihood Award. Juryns motivering löd: ”…for her decades-long commitment to promoting human rights and justice for refugees and forced migrants, and tolerance among different ethnic groups.” [b][1]